# La Empalizada
La Empalizada är en ort i Honduras.   Den ligger i departementet Departamento de Olancho, i den centrala delen av landet, 130 km nordost om huvudstaden Tegucigalpa. La Empalizada ligger 349 meter över havet och antalet invånare är 933.
Terrängen runt La Empalizada är varierad. Runt La Empalizada är det ganska glesbefolkat, med 21 invånare per kvadratkilometer. Närmaste större samhälle är Juticalpa, 9,4 km väster om La Empalizada. 